# Guatimozín (Argentina)
Guatimozín es una localidad situada en el departamento Marcos Juárez, provincia de Córdoba, Argentina.
Se encuentra sobre la ruta provincial RP A170, a 370 km de la Ciudad de Córdoba. Su superficie total es de 1,6 km².

## Historia
En la década de 1880 el fenómeno climático conocido como corrimiento de las isohietas permite el desarrollo de la producción agraria en los departamentos del este y sur de la provincia de Córdoba. Al mismo tiempo la construcción del ferrocarril de Rosario a Córdoba fomenta la creación de estaciones, junto a las cuales se desarrollan pueblos. Así, por iniciativa de Pedro y Pablo Gambandé, se funda en 1929 el pueblo de Gambandé, posteriormente conocido como Guatimozín.
Este nombre proviene de la forma española de Quathemoctzin, es decir el Señor Cuauhtémoc, último soberano mexica, cuyo nombre significa en  náhuatl: águila que desciende. Sobrino y yerno de Moctezuma II, defendió heroicamente la ciudad de Tenochtitlán (actual Ciudad de México) cuando Cortés la sitió y atacó con un inmenso ejército; vencido y hecho prisionero por los invasores europeos, fue sometido al tormento de hierros candentes para que revelara el escondite de sus tesoros; al negarse, fue ejecutado en la horca el 20 de febrero de 1525, en Ixcateopan de Cuauhtémoc.
Según la versión corriente, el jefe de la estación de Gambandé, muy aficionado a leer historias sobre las civilizaciones prehispánicas y su resistencia, propone darle a la misma el nombre de “Estación Guatimozín” en honor al valeroso emperador azteca.
Con el correr del tiempo se cambió el nombre de Pueblo Gambandé por el de Pueblo Colca.

## Población
Cuenta con 2483, lo que representa un incremento del 2,06% frente a los 2433 habitantes (Indec, 2010) del censo anterior.
| Gráfica de evolución demográfica de Guatimozín entre 1991 y 2022 |
|                                                                  |
| Fuente: Censos nacionales del INDEC                              |

## Economía
La actividad económica sobresaliente es la agricultura, en menor medida la ganadería de cría de ganado bovino y en menor instancia de porcinos y de ovinos. 
La agricultura cumple un papel muy importante dentro de los ingresos de la población. 
Se destaca sobre el resto el cultivo de soja, que ha adquirido una gran importancia en los últimos años. También están presentes maíz, trigo, sorgo, alfalfa. Se destinan a estas actividades 40.000 ha.
El sector industrial se encuentra en desarrollo, las pequeñas industrias existentes son vinculadas a la actividad agraria, como el molino harinero, fábrica de alimentos balanceados y otra de alimentos para mascotas, también opera una pequeña industria metalúrgica dedicada a la fabricación de herramientas para la construcción como máquinas hormigóneras, carretillas y bloqueras de ladrillos manuales e hidráulicas.
La economía del pueblo se basa mayormente en el sector primario, en segundo lugar el sector terciario y por último el sector secundario.

## Clima y suelo
La zona es una llanura ondulada con clima templado, presenta un invierno que permite a la hacienda dormir a la intemperie sin riesgos. En primavera-verano-otoño, de octubre a abril se desarrollan las lluvias, la estación seca va de abril a octubre. El promedio de precipitaciones es de 800 a 900 mm/año. Se suelen registrar granizadas entre septiembre y diciembre, las lluvias a veces son excesivas, hay déficit a fines de otoño y la salida del invierno. Las heladas ocurren entre mayo y octubre, con un máximo en julio. Predominan los vientos del noroeste, este y sudeste en verano. 
Los suelos son argiudoles y hapludoles, oscuros, su espesor de horizonte A es de casi 2 dm, rico en materia orgánica, muy fértiles y de alta productividad y aptos para los cultivos, pasturas y campos naturales de pastoreo

## Parroquias de la Iglesia católica en Guatimozín
| Diócesis  | Villa de la Concepción del Río Cuarto |
| --------- | ------------------------------------- |
| Parroquia | Casa de Jesus Cristian Ortiz          |